# Il vizio e la virtù
Il vizio e la virtù (Le vice et la vertu) è un film del 1963 diretto da Roger Vadim.